# Rosenkrantz (Adelsgeschlecht)

Stammwappen der Familie Rosenkrantz

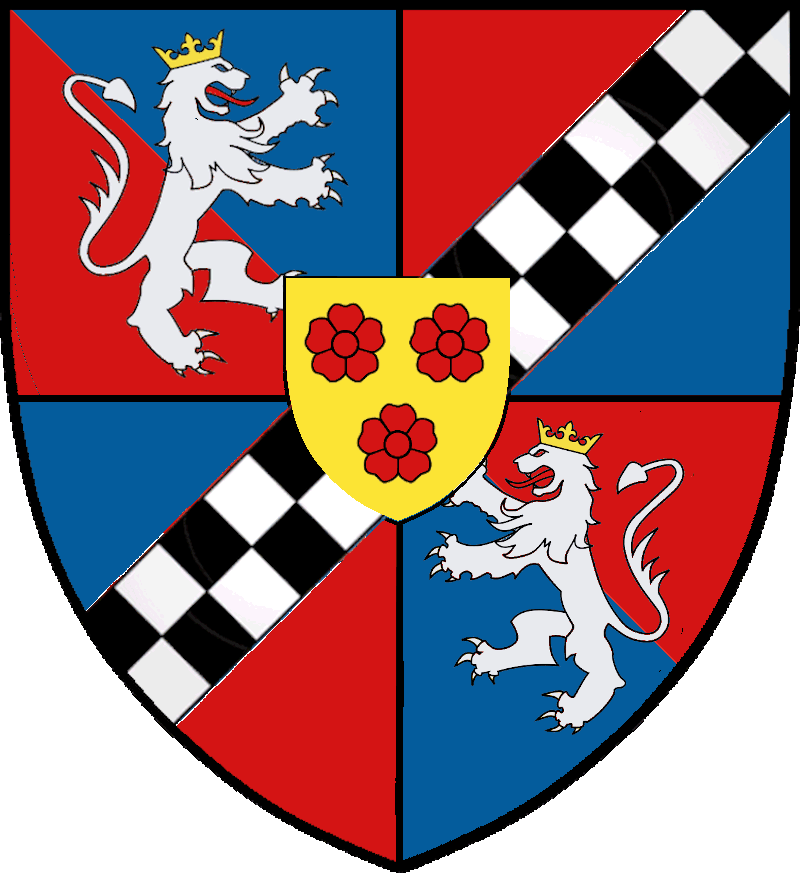
Wappen der Familie Rosenkrantz

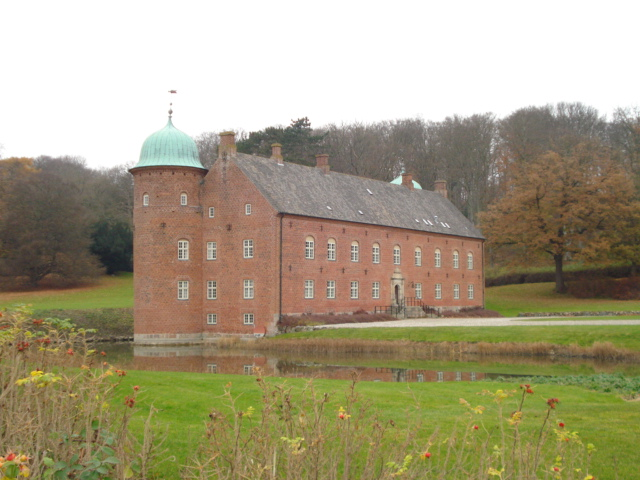
Rosenvold war von 1550 bis 1621 im Besitz der Rosenkrantz

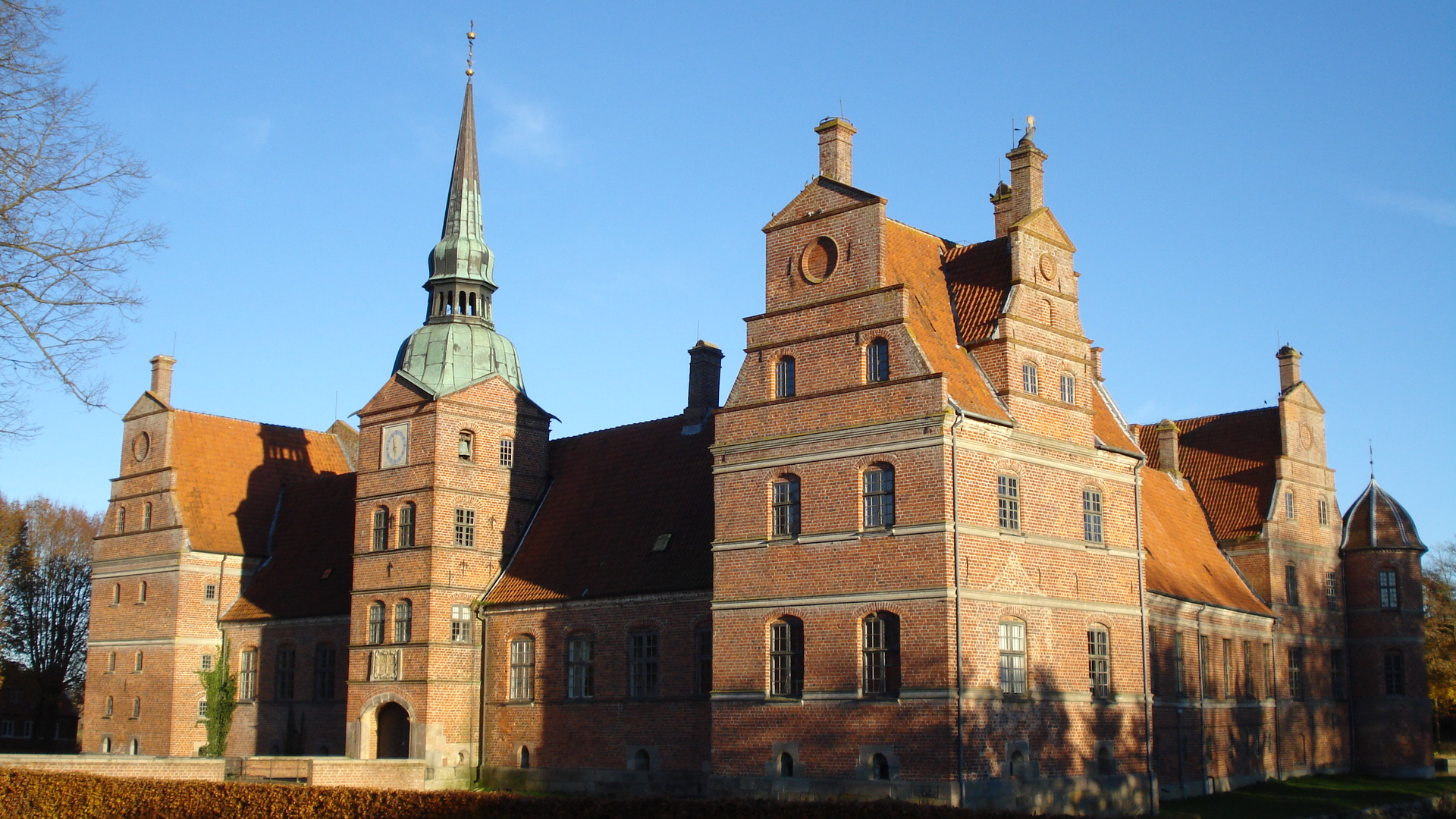
Schloss Rosenholm seit 1559 im Familienbesitz

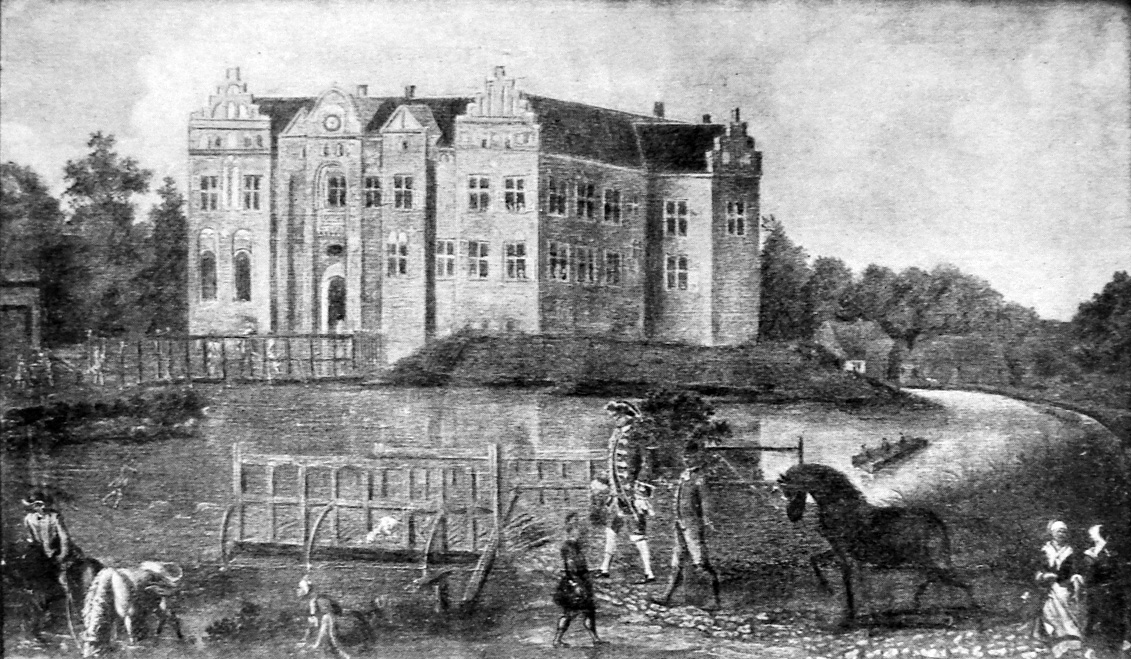
Baronie Villestrup war von 1755 bis 1812 im Besitz der Rosenkrantz

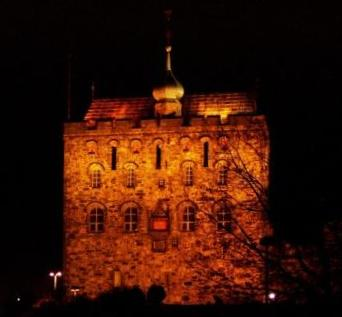
Der Rosenkrantzturm in Bergen

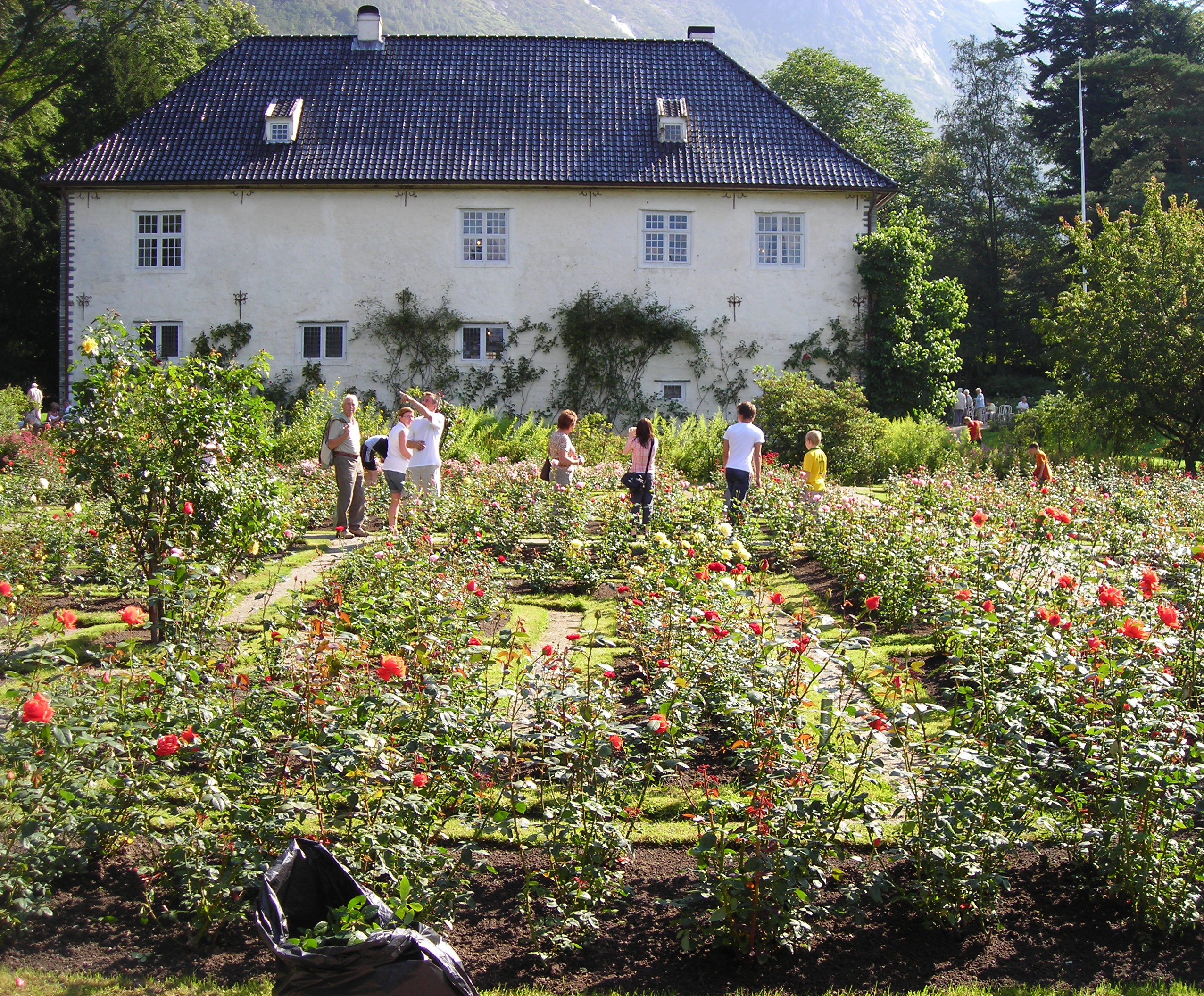
Baronie Rosendal

Rosenkrantz, auch Rosencrantz oder historisch Rosenkrands, ist der Name eines verbreiteten, mehrfach titulierten dänischen Adelsgeschlechts, das auch in Norwegen und Schweden zu einigem Ansehen gelangte.

## Geschichte

### Dänemark
Die Rosenkrantz sind wappen- und ggf. auch stammverwandt mit den Friis från Haraldskjær. Die gesicherte Stammreihe des Geschlechts beginnt mit Niels Iversen († vor 1355) 1308 auf Hevringsholm in Djursland Ostjütland. Dieses Stammgut war bis etwa 1600 namensstiftend für die älteste Linie des Geschlechts. Um 1500 wurde bezugnehmend auf Rosenkranz der Familienname Rosenkrantz angenommen. Das Geschlecht zählte im 16. Jahrhundert zu den einflussreichsten Adelsfamilien Dänemarks. Insgesamt existierten zehn weitere, nach ihren Hauptgütern benannte Linien des Geschlechts. Jørgen „George“ Rosenkrantz, Enkel von Anne Meinstrup, Vater von Holger Rosenkrantz, errichtete das Schloss Rosenholm, das heute noch im Familienbesitz ist. Mehrfach sind Nobilitierungen an die Familie gekommen. Ole Rosenkrantz auf Egholm wurde am 25. Mai 1671 in den dänischen Freiherrenstand gehoben, hinterließ jedoch keine Nachkommen. Am 2. Februar 1748 für Major Holger Rosenkrantz zu Totternholm und am 7. April 1754 für Kammerherr Verger Rosenkrantz zu W. Mestrup sind weitere Freiherrendiplome ergangen.
Der dänische Diplomat und Minister Niels Rosenkrantz (1757–1824) wurde zwar als Graf tituliert, eine dahingehende Nobilitierung ist jedoch nicht dokumentiert.
Am 25. März 1805 erging ein Patent für einen Tochterstamm, der den Namen Rosenkrantz annahm und die Stammlinie fortsetzte.

### Norwegen
Um 1560 ließ der Schlosshauptmann zu Bergenhus, Eric Rosenkrantz, einen Wohn- und Wehrturm errichten. Ludvig Rosenkrantz (1628–1685) hat durch Heirat 1658 den Hof Hatteberg in Rosendal erhalten. Hier ließ er von 1661 bis 1665 ein Schloss erbauen. Er wurde am 14. Januar 1678 von König Christian V. von Dänemark-Norwegen in den Freiherrnstand, die Gesamtanlage zur Baronie Rosendal erhoben. Die Linie ist 1723 erloschen.

### Schweden
Um 1500 fielen Eric Rosenkrantz durch Heirat Glimmingehus und Örup in Skåne (deutsch Schonen) zu, womit die Familie ab 1658 in Schweden wohnte. Unter seinen Söhnen teilt sich die Linie in die Häuser Glimmingehus (am 25. Mai 1752 Naturalisiert und 1809 erloschen) und Örup. Nachfahren aus dem Haus Örup wurden ebenfalls am 25. Mai 1752 naturalisiert und 1756 bei der Adelsklasse der Ritterschaft mit der Nr. 1967 als Rosencrantz introduziert. Die Linie besteht gegenwärtig fort.
Die 1612 nobilitierten, 1633 bei der Adelsklasse introduzierten und 1672 bereits im Mannesstamm wieder erloschenen Rosencrantz af Granhammar sind mit dem Geschlecht Rosenkrantz nicht stammverwandt.

### Deutschland
Einige Familienmitglieder dienten als Offiziere in der preußischen Armee. Darüber hinaus existieren mehrere durch Namensvereinigung entstandene Geschlechter, die sich im Tochterstamm von den Rosenkrantz herleiten.
Moltke-Rosenkrantz
Georg Moltke-Rosenkrantz (1786–1846) wurde 1828, unter Namens- und Wappenvereinigung mit den Lehnsbaronen Rosenkrantz, zum Baron Moltke-Rosenkrantz erhoben.
Düring-Rosenkrantz
Am 30. Mai 1845 erging in Kopenhagen für Karl Frederik von Düring (1792–1876) vermählt mit Marie Baronesse Rosenkrantz (* 1797) ein dänisches Baronat mit Namensvereinigung Düring-Rosenkrantz, in Primogenitur geknüpft mit dem Besitz am Fideikommisskapital von Villestrup. Der Mannesstamm dieser Linie ist erloschen.
Weber von Rosenkrantz
Der dänische Hofjägermeister Dr. jur. Robert Weber (1797–1846), Erbherr auf Rosenkrantz und Rathmannsdorf, seit 1824 vermählt mit Axeline Rosenkrantz a.d.H. Søby Søgaard auf Fünen (1804–1867), wurde am 9. September 1862 in Gotha mit dem Prädikat von Rosenkrantz in den sachsen-coburg und gothaischen Adels und Freiherrnstand gehoben. Eine dänische Bestätigung hierzu erging am 19. Dezember 1862. Die Familie führt den Namen Weber von Rosenkrantz.

## Angehörige
- Frederik Christian Rosenkrantz (1724–1802), dänischer Staatsmann
- Marcus Gjøe Rosenkrantz (1762–1838), norwegischer Ministerpräsident
- Niels Rosenkrantz (1757–1824), dänischer Staatsmann, Diplomat und Titular-Premierminister
- Palle Rosenkrantz (1867–1941), dänischer Jurist, Autor und Übersetzer

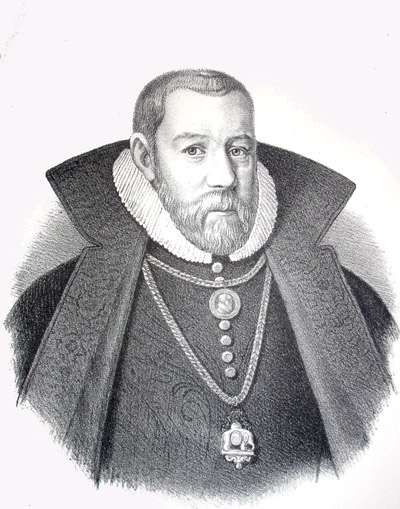
Jørgen Ottesen Rosenkrantz (1523–1596), dänischer Reichsrat
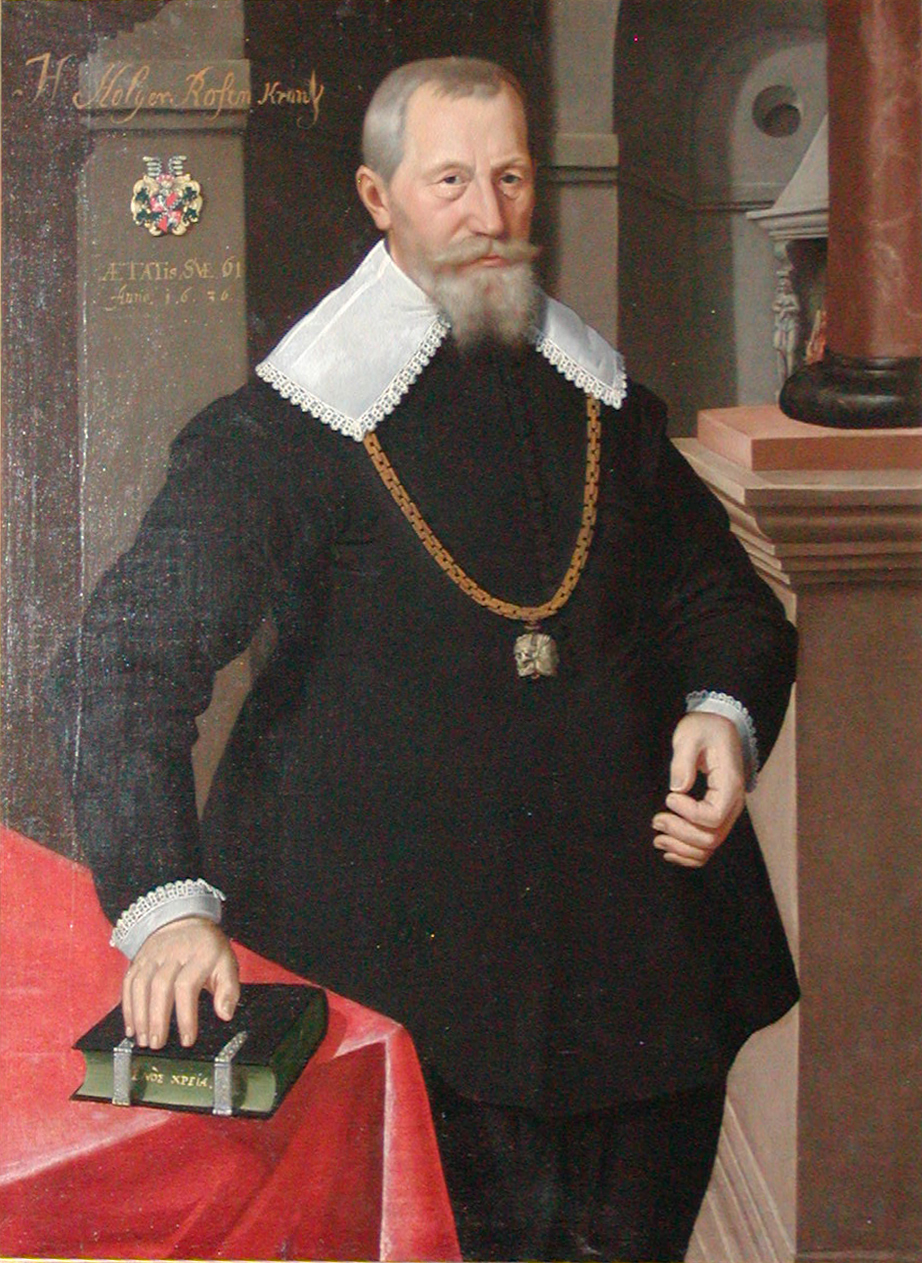
Holger Rosenkrantz (1574–1642), dänischer Reichsrat
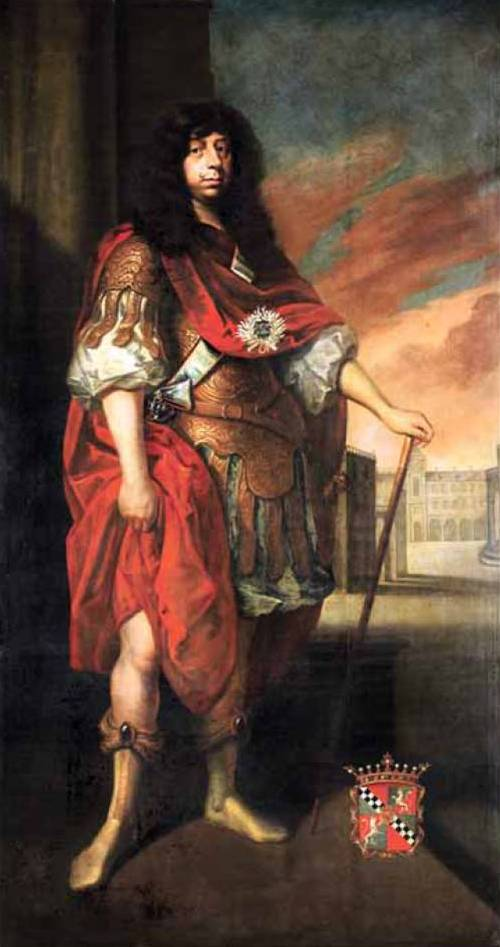
Ludvig Rosenkrantz (1628–1685)
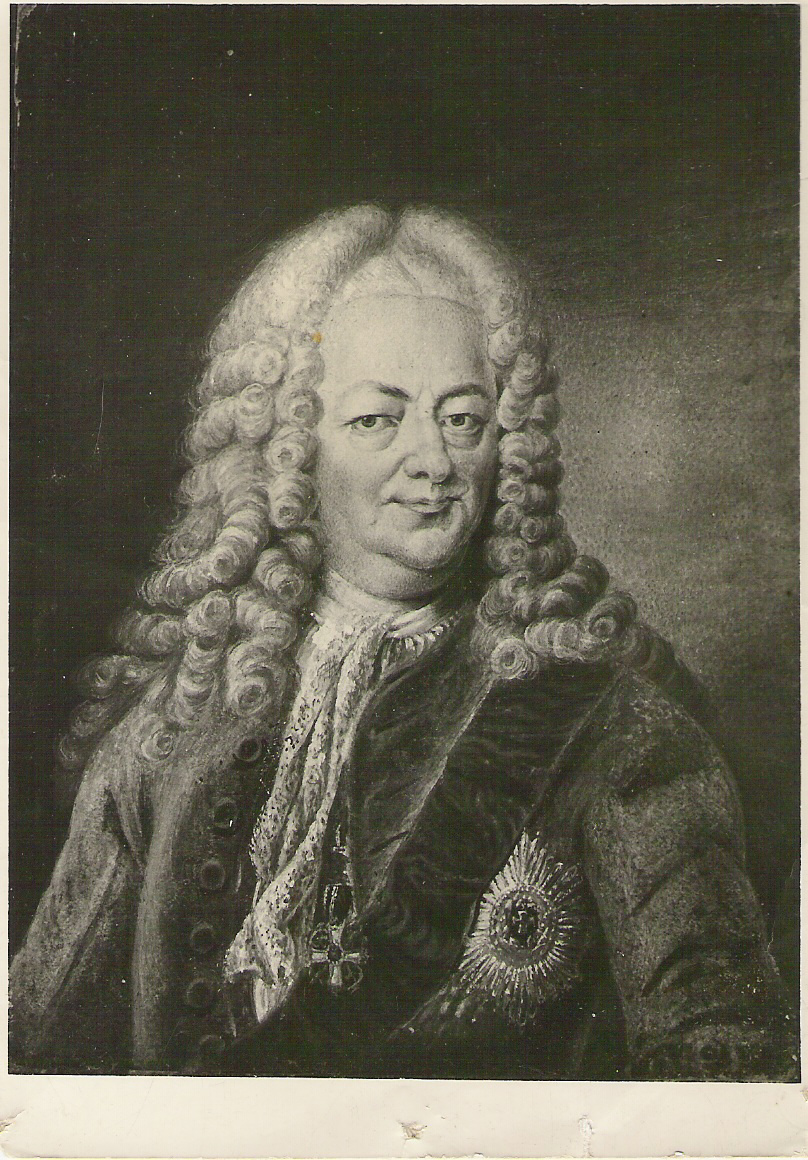
Iver Rosenkrantz (1674–1745), dänischer Staatsmann
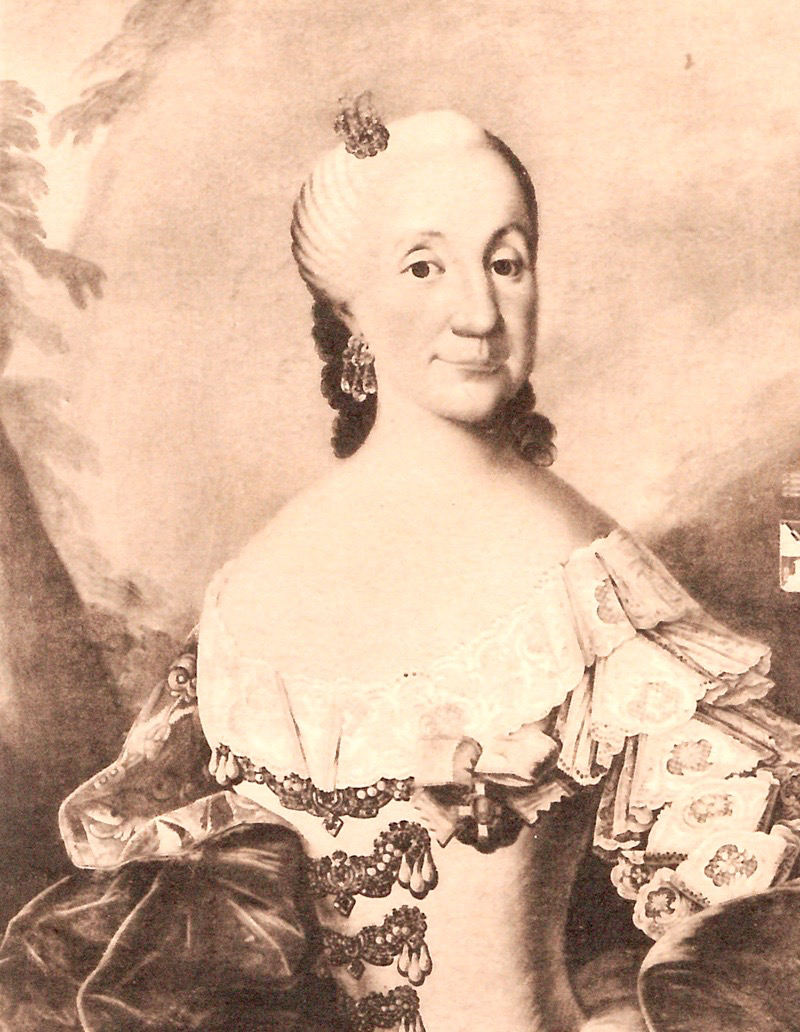
Anne Beate Rosenkrantz (1707–1777)
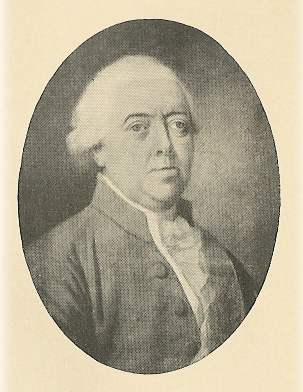
Frederik Christian Rosenkrantz (1724–1802), dänischer Staatsmann
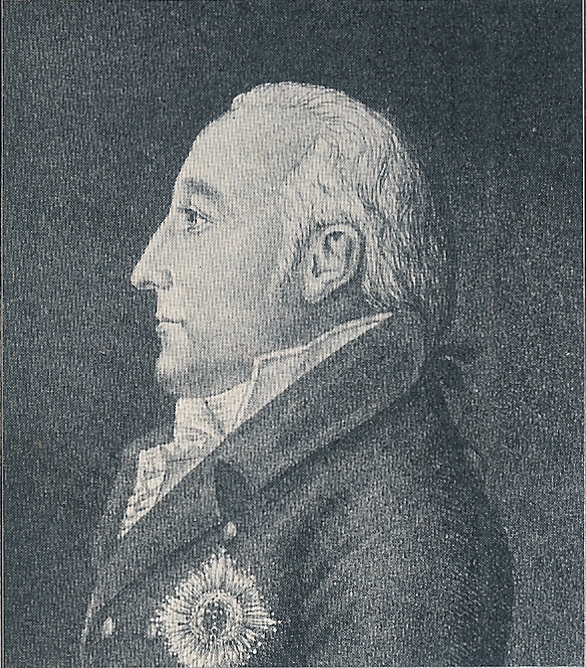
Niels Rosenkrantz (1757–1824), dänischer Staatsminister
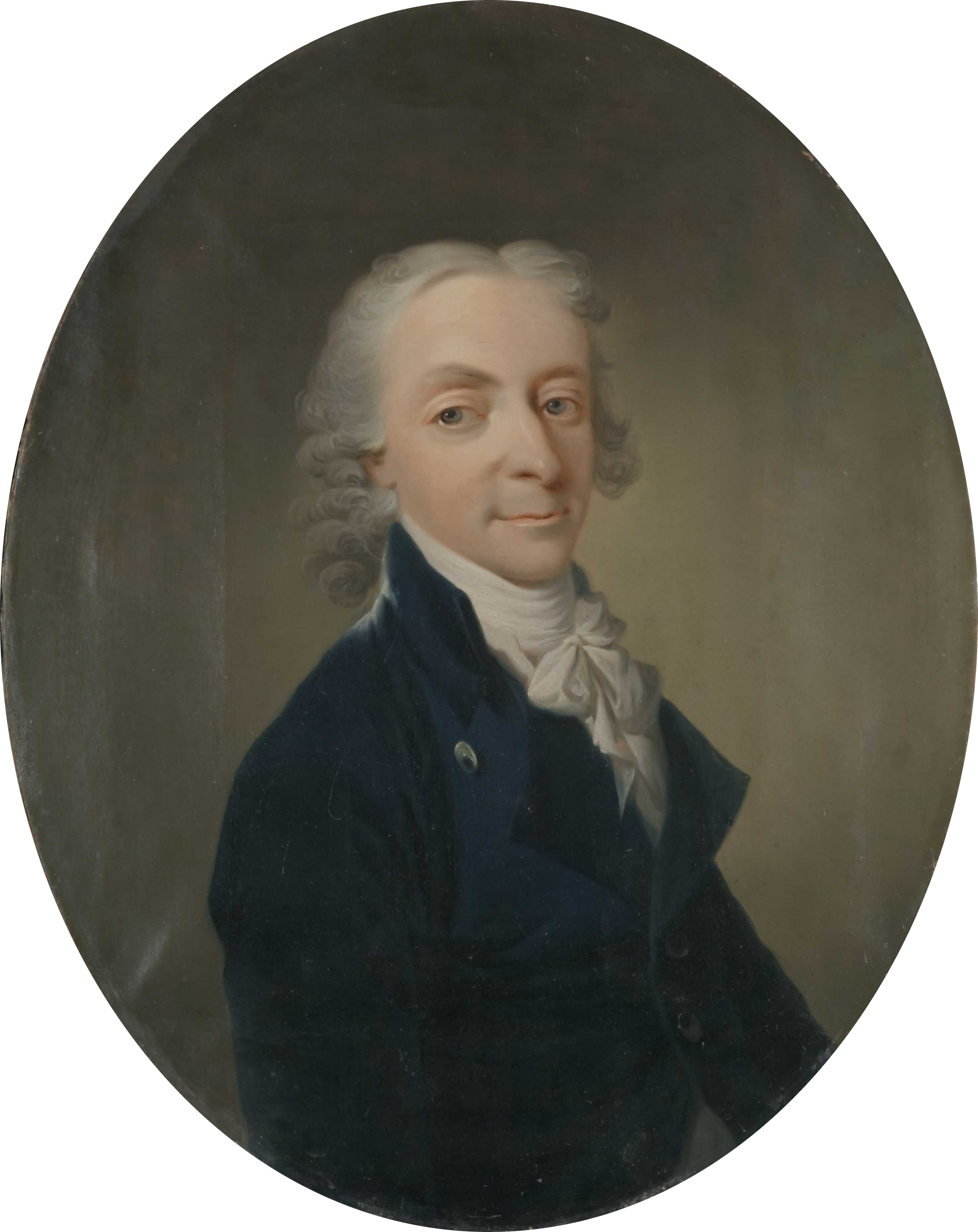
Marcus Gjøe Rosenkrantz (1762–1838), norwegischer Ministerpräsident
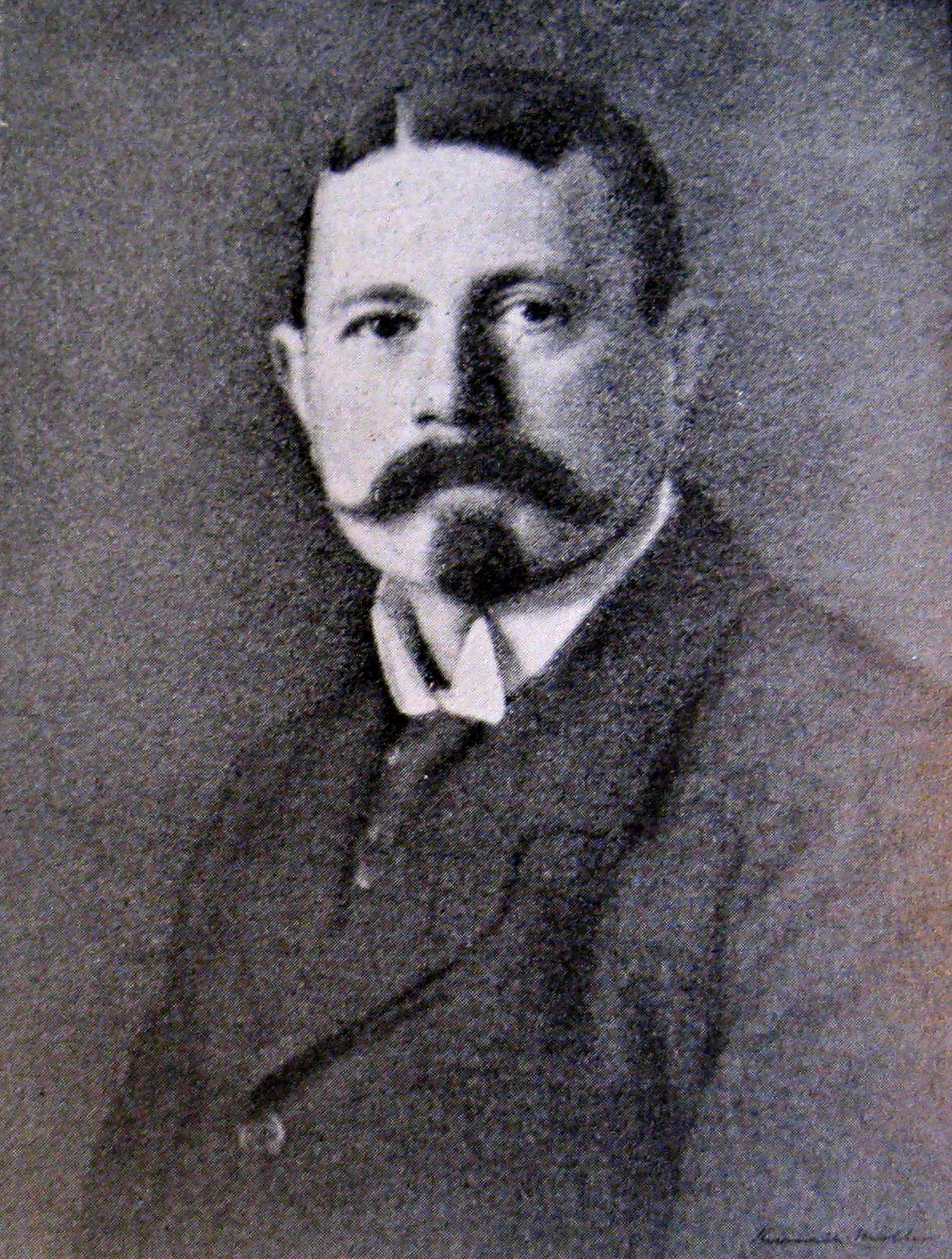
Palle Rosenkrantz (1867–1941), dänischer Jurist
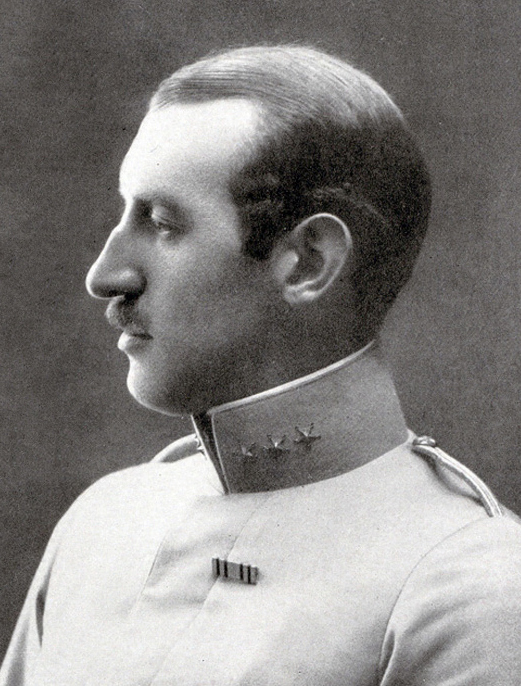
Fredrik Rosencrantz (1879–1957), schwedischer Olympiasieger im Springreiten 1912
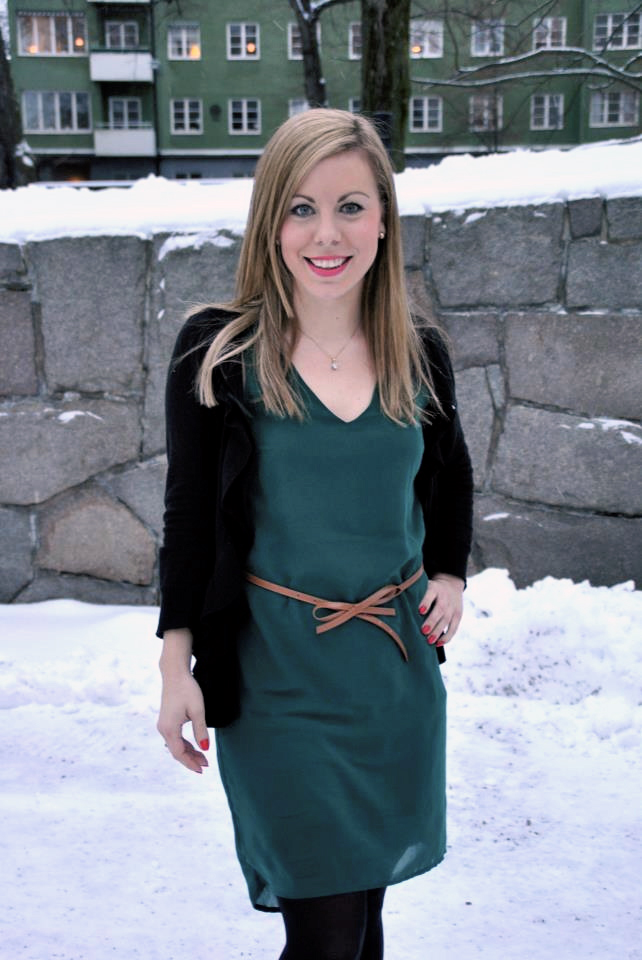
Jessica Rosencrantz (* 1987), schwedische Politikerin

## Wappen
Das Stammwappen ist von Rot und Blau durch einen in zwei Reihen schwarz-silbern geschachten Schrägbalken geteilt.
Das freiherrliche Wappen (1671, Baron Rosenkrantz) ist geviert mit einem gekrönten goldenen Herzschild und von Schwarz und Silber gestückter Bordur, darin eine rote Rose. Alle Felder sind schräggeteilt, 1 und 3 von Blau und Rot, 2 und 4 von Rot und Blau. In 1 und 4 ein silberner gekrönter Löwe, in 2 und 3 ein in zwei Reihen geschachter Schrägbalken. Auf dem Schild die Freiherrenkrone.
Das freiherrliche Wappen (1678, Baron Rosenkrantz) ist dem von 1671 gleich, lediglich der Herzschild ist ohne Bordur und zeigt drei (2.1) Rosen.
Das freiherrliche Wappen (1748, Baron Rosenkrantz af Rosenlund) ist ebenfalls geviert, mit dem Wappen von 1671, jedoch ohne Mittelschild, als Herzschild. 1 und 4 in Blau drei silberne Querströmen, darüber ein goldener Stern (Wappen Juel), 2 und 3 in Silber drei (2.1) einwärtsgekehrte schwarze Vögel (Wappen Krag). Zwei Helme, 1 Rosenkrantz, jedoch statt der Krone nebeneinander fünf rot-silber wechselnde Rosen, darüber Büffelhörner schwarz-silbern geschacht und je mit vier Pfauenfedern besteckt. 2 Juel, zwei wachsende gebeugte Arme einen goldenen Stern haltend.
Das freiherrliche Wappen (1757, Baron Rosenkrantz af Villestrup) ist geviert, mit Herzschild (1748). 1 und 4 (Wappen Sehestedt) in Blau eine rote Rose, besteckt im Dreipass mit länglichen silbernen Blättern. 2 une 3 (Wappen Roklenger), in Gold ein aufgestiegenes Blaues Einhorn. Zwei Helme, 1 wie 1748, 2 Roklenger, das wachsende Blaue Einhorn vor fünf silbernen Straußenfedern. Schildhalter: rechts ein goldener Löwe, links das Einhorn.

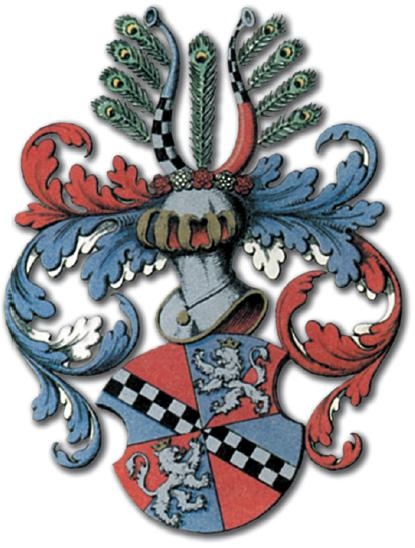
Wappen um 1500
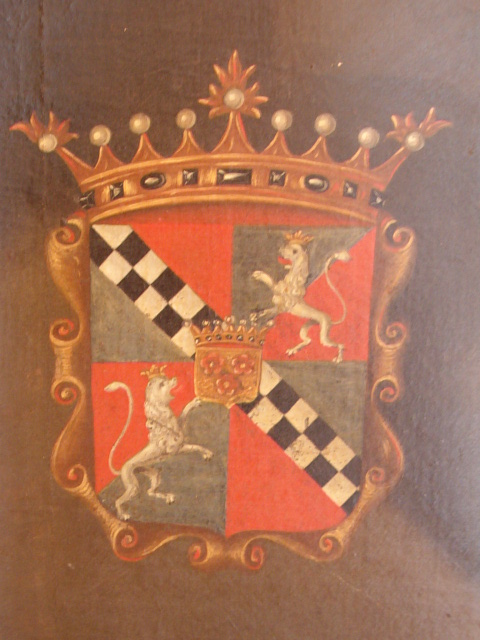
Wappen der Barone Rosenkrantz af Rosendal
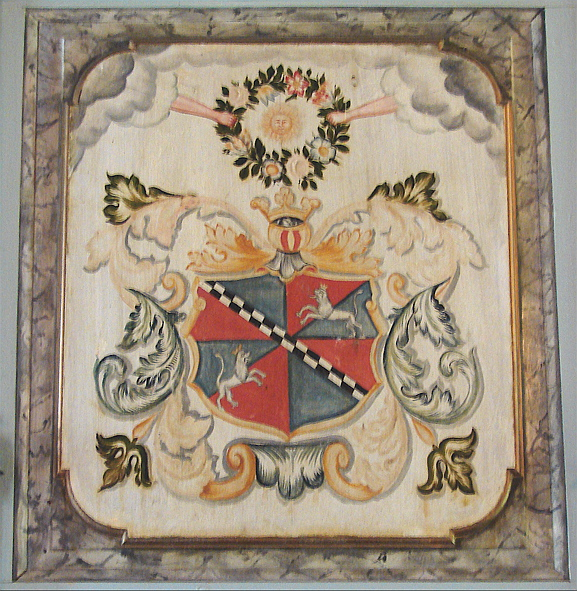
Wappen der Anne Beate Rosenkrantz (1707–1777)
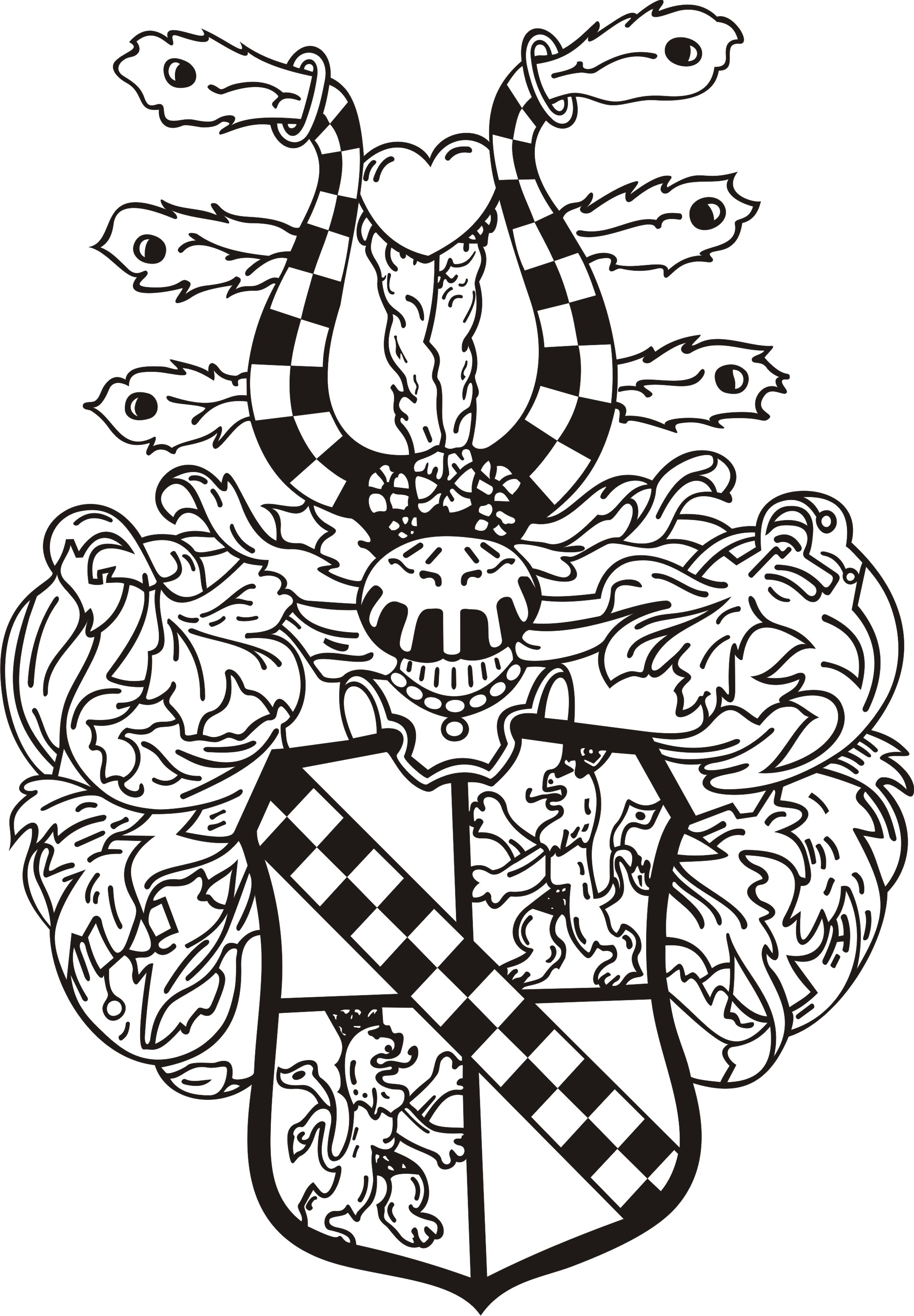
Wappen der schwedischen Rosenkrantz ???

## Trivia
Das Theaterstück Rosenkrantz und Güldenstern sind tot (1966) und der Film Rosenkranz & Güldenstern (1990) von Tom Stoppard basiert auf den ursprünglichen Nebenfiguren aus Shakespeares Hamlet.